# 密毛薹草
密毛薹草（学名：Carex hirticaulis）是莎草科薹草属的植物，是中国的特有植物。分布在中国大陆的云南省等地，生长于海拔3,250米的地区，常生长在高山草地，目前尚未由人工引种栽培。